# Jan Lamers

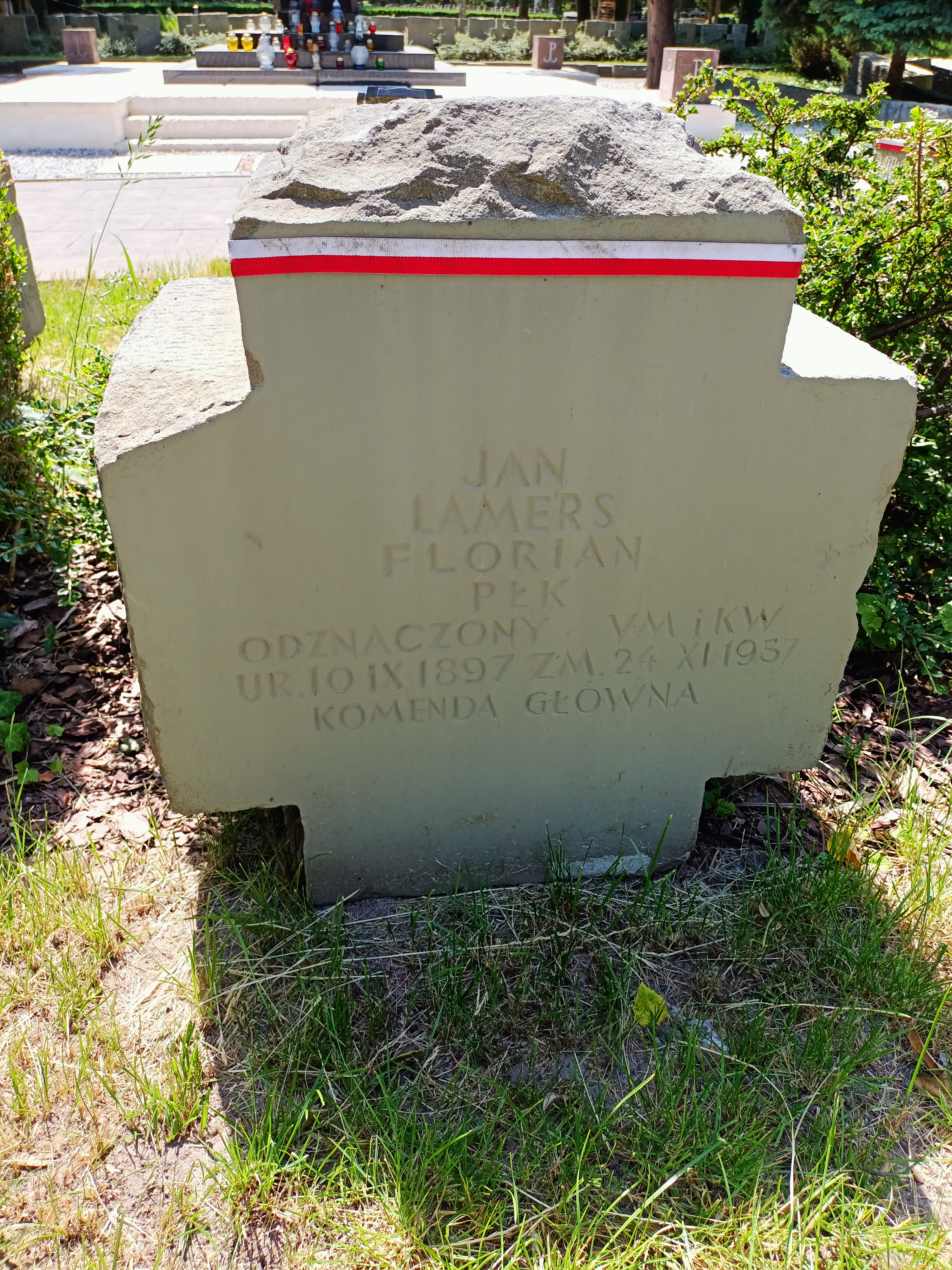
Grób Jana Lamersa na Cmentarzu Wojskowym na Powązkach

Jan Lamers, ps. „Florian” (ur. 10 września 1897 w Białej Niżnej, zm. 24 listopada 1957 w Warszawie) – pułkownik dyplomowany piechoty Wojska Polskiego.

## Życiorys
Syn Jana i Pauliny z d. Kolousek. Od sierpnia 1914 do lipca 1917 był żołnierzem Legionów. 21 czerwca 1916 został ranny w walkach pod Gruziatynem na Wołyniu. Po kryzysie przysięgowym od listopada 1917 wcielony do armii austriackiej. 
Od listopada 1918 w Wojsku Polskim. Żołnierz 5 pułku piechoty Legionów. Od marca 1919 awansowany do stopnia podporucznika piechoty, zaś od 1 maja 1920 porucznika. W szeregach pułku uczestniczył wojnie polsko-bolszewickiej. W 1921 został przeniesiony do 71 pułku piechoty. W 1922 zweryfikowany w stopniu kapitana służby stałej piechoty ze starszeństwem z dniem 1 czerwca 1919. Od 1930 został przydzielony do 36 pułku piechoty Legii Akademickiej. Awansowany do stopnia majora służby stałej piechoty, ze starszeństwem z dniem 1 stycznia 1930. Z dniem 5 stycznia 1931 został powołany do Wyższej Szkoły Wojennej w Warszawie, w charakterze słuchacza dwuletniego kursu 1930–1932. W październiku tego roku wrócił do 36 pp na stanowisko dowódcy batalionu. 3 listopada 1932 został ponownie powołany do Wyższej Szkoły Wojennej na drugi rocznik kursu 1931–1933. Z dniem 1 października 1933, po ukończeniu kursu i uzyskaniu tytułu naukowego oficera dyplomowanego, został przydzielony do Dowództwa Okręgu Korpusu Nr I w Warszawie. Na stopień podpułkownika został mianowany ze starszeństwem z dniem 19 marca 1938 i 28. lokatą w korpusie oficerów piechoty. W 1939 pełnił służbę na stanowisku szefa Wydziału Mobilizacji i Uzupełnień Dowództwa Okręgu Korpusu Nr I w Warszawie.
We wrześniu 1939 był organizatorem i dowódcą oddziału „Szack”, a od 12 września 1939 był szefem sztabu Grupy „Kowel” dowodzonej przez płk. dypl. Leona Koca. W czasie okupacji niemieckiej, od początku 1940 był członkiem ZWZ. Od lata 1940 do listopada 1941 był komendantem Obwodu ZWZ Warszawa Śródmieście. Później został przeniesiony do Komendy Głównej ZWZ-AK na stanowisko szefa Wydziału Mobilizacji i Odtwarzania Sił Zbrojnych „Kotary” w Oddziale I Organizacyjnym KG. W czasie powstania warszawskiego od 9 sierpnia był szefem sztabu Grupy AK „Północ”. 27 września 1944 awansowany do stopnia pułkownika. Po upadku powstania trafił do Oflagu II C Woldenberg (nr jeniecki 101436). Po uwolnieniu z niewoli 31 stycznia 1945 powrócił do kraju. Mieszkał i zmarł w Warszawie. Pochowany na Cmentarzu Wojskowym na Powązkach w Warszawie (kwatera A24-11-13a). 

## Ordery i odznaczenia
- Krzyż Srebrny Orderu Wojennego Virtuti Militari (2 października 1944)[9] nr 12724
- Krzyż Niepodległości (12 maja 1931)[11]
- Krzyż Walecznych (czterokrotnie)
- Złoty Krzyż Zasługi (11 listopada 1936)[12]
- Srebrny Krzyż Zasługi (10 listopada 1928)[13]